# カルペニシ
カルペニシ（ギリシア語: Καρπενήσι/Karpenisi）は中央ギリシャ地方の都市で、エヴリタニア県の県都。ピンドス山脈南部、メグドヴァ川支流のカルペニシオティス川渓谷に位置する。ティムフリストス山が市の北側にあり、南側はカリアクダ山の麓となる。市にはスキーリゾートもあり冬季は人気の行楽地となる。「ギリシャのスイス」とも呼ばれる。
2011年の行政改革で、ドムニスタ、フールナ、クティメニア、ポタミア、プルソスの6つの旧市が合併し、現在のカルペニシ市となった。